# Георгије Кнежевић
Георгије (Ђорђе, Ђура) Кнежевић, био је српски сликар и путујући фотограф у XIX веку. Први српски фотограф у Војводини.

## Почеци
У литератури се среће оцена да, поред Димитрија Новаковића и Анастаса Јовановића, и Георгију-Ђорђу Кнежевићу припада назив пионира српске фотографије. Почетак његовог бављења фотографијом се може установити на основу два огласа. У првом, из 1855, он тврди да се „већ шест година бави чудесном уметношћу фотографије“, а у другом из 1870, за себе каже да је „академички живописац“, тренутно ради у Шапцу, а фотографијом се бави 22 године. То би могло значити да је његова пракса започела у дагеротипском раздобљу, 1848-49. године. 
Уколико су постојала, његова дагеротипска дела за сад нису позната.

## Атеље
Започео је фотографску делатност у Пешти (око 1848). Први фотографски атеље отворио у Новом Саду септембра 1854. у Хлебарском сокаку (касније је то Милетићева улица) као први фотограф у том граду, где је боравио још у два наврата (1858, 1865-1875. у Хаџићевој кући.. Судећи по подацима на полеђинама његових фотографија, К. је изразито луталачке природе, деловао је као фотограф у више градова: Пешти, Новом Саду, Великом Бечкереку (1855), Будиму, Араду (1856), Сегедину (1859), Суботици (1860), Печују (1861), Сремским Карловцима, Сремској Митровици, Лоре код Ковина, Шапцу, Задру, и у два наврата у Сарајеву.

## Одлике рада и дела
О његовом сликарском раду се не зна готово ништа друго осим да је бојио неке своје најраније фотографске радове. Његови најранији радови, портрети грађана у техници бојене талботипије, потичу из 1851. И доцније у његовим делима доминира грађански портрет, а среће се и читава галерија знаменитих личности (Јован Хаџић, 1865 (запис на полеђини: „Кнежевић, фотографска радионица у 
кући госп. Хаџића у Новом Саду“, на српском, мађарском и немачком); М. Димитријевић, Новак Радоњић, Милош Савић, Јован Андрејевић-Јолес, Кока Миловановић (око 1870), и др). 
Ликовна решења тих фотографија су једноставна, смирена, концентрисана на суштину, без већих артифицијелности у амбијенту позадине. Посебна специфичност су групни портрети, чије су поставке успешно компоноване (Српска литерарна дружина у Печују, Ј. Ј. Змај са браћом, и др). Остварио је и ретке снимке екстеријера (Сцена са новосадских улица; Петроварадинска тврђава, и др). Међу првима у српској фотографији користио је стандардни формат посетнице.

## Сакупљање, проучавања и представљање дела
Радови веома плодног К. расејани су, али и сачувани, у Мађарској, и у многобројним бројним музејима Србије (Музеј Војводине, Нови Сад, Матица српска - рукописно одељење, Нови Сад, Архив Србије, Београд, Музеј позоришне уметности Србије, Београд, Музеј града Новог Сада, и код приватних сакупљача. До сад је регистровано преко 150 Кнежевићевих дела, претежно фотографија величине посетнице. Његов рад и дела нису темељније проучени, али се његово име среће у свим до сада објављеним а релевантним прегледима историје српске фотографије 19. века. Дела су уврштена у студијску изложбу "Фотографија код Срба 1839-1989" (Београд, Галерија САНУ, 1991), а његова биографија у Енциклопедију српског народа (в. лит).

## Галерија
- Георгије Кнежевић, Дете, око 1865. Архив ГМ, Београд
- Георгије Кнежевић, Млада жена, око 1865. Архив ГМ, Београд
- Георгије Кнежевић, Мајка и ћерка, око 1865. Архив ГМ, Боград